# 横山一己
横山 一己（よこやま かずみ、1950年 - ）は、日本の地質学者。岐阜県生まれ。現在、茨城県自然博物館館長、元国立科学博物館地学研究部部長。理学博士（東京大学）。専門は鉱物学。

## 経歴
- 1972年 - 金沢大学理学部地学科卒業。
- 1977年 - 東京大学大学院理学研究科博士課程修了。
- ハワイ大学地球物理学研究所研究員、金沢大学工学部助手、オークランド大学研究員などを経て、国立科学博物館に奉職。
- 国立科学博物館においては、地学研究部研究員、同主任研究官、同地学第一研究室長、地学研究部部長を歴任し、2016年より茨城県自然博物館館長。

## 著書
- 2005年　これだけは知っておきたい地球の大常識（ポプラ社）
- 2006年　ゼミナール地球科学入門―よくわかるプレート・テクトニクス（日本評論社）